# Cryptodiaporthe hystrix
Cryptodiaporthe hystrix är en svampart som först beskrevs av Tode, och fick sitt nu gällande namn av Franz Petrak 1921. Cryptodiaporthe hystrix ingår i släktet Cryptodiaporthe och familjen Gnomoniaceae.   Inga underarter finns listade i Catalogue of Life.
I den svenska databasen Dyntaxa används istället namnet Apiognomonia hystrix för samma taxon.  Arten är reproducerande i Sverige.